# Пиктограммы опасности СГС

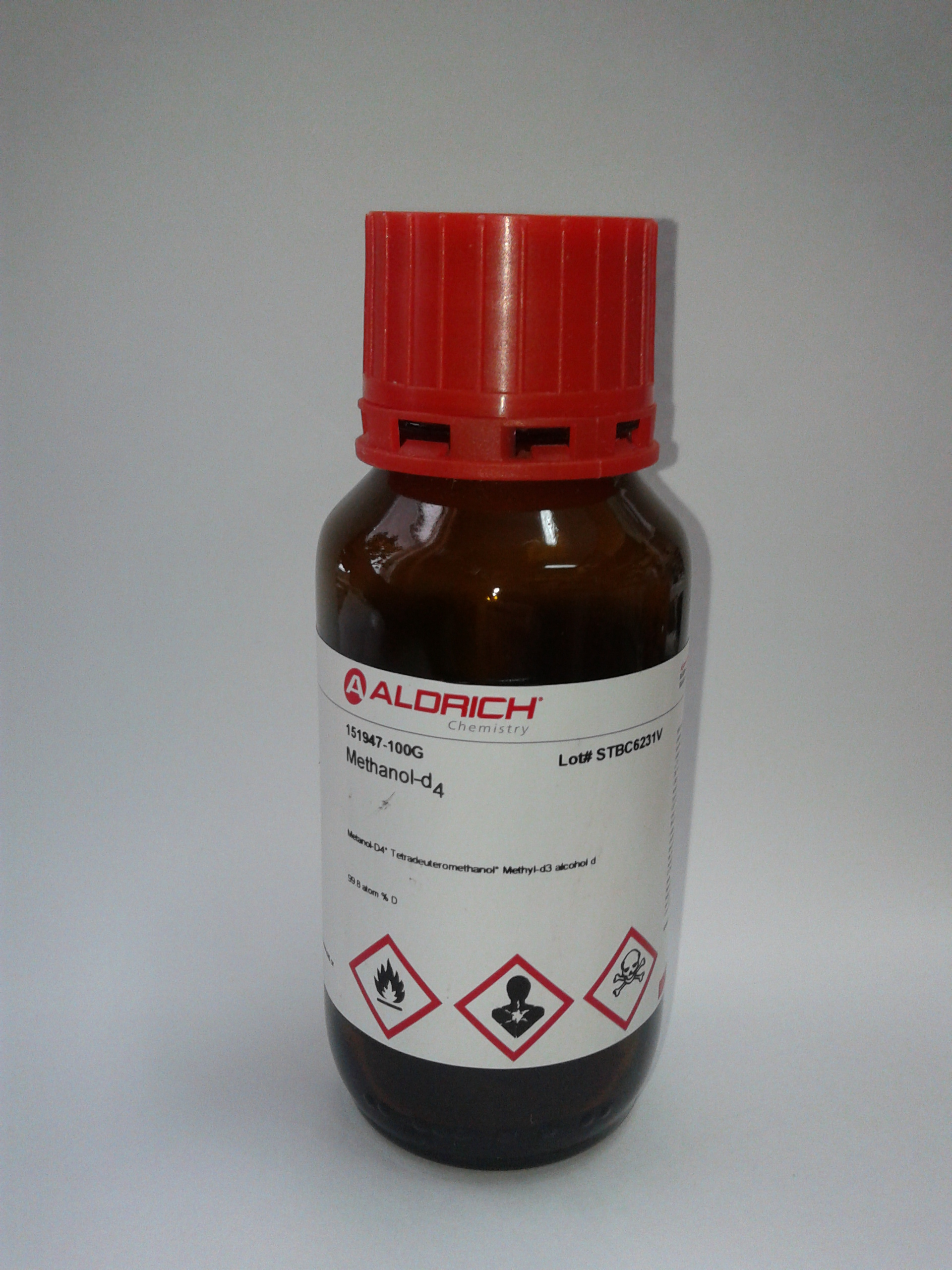
Пиктограммы опасности на этикетке метанола-d_{4}

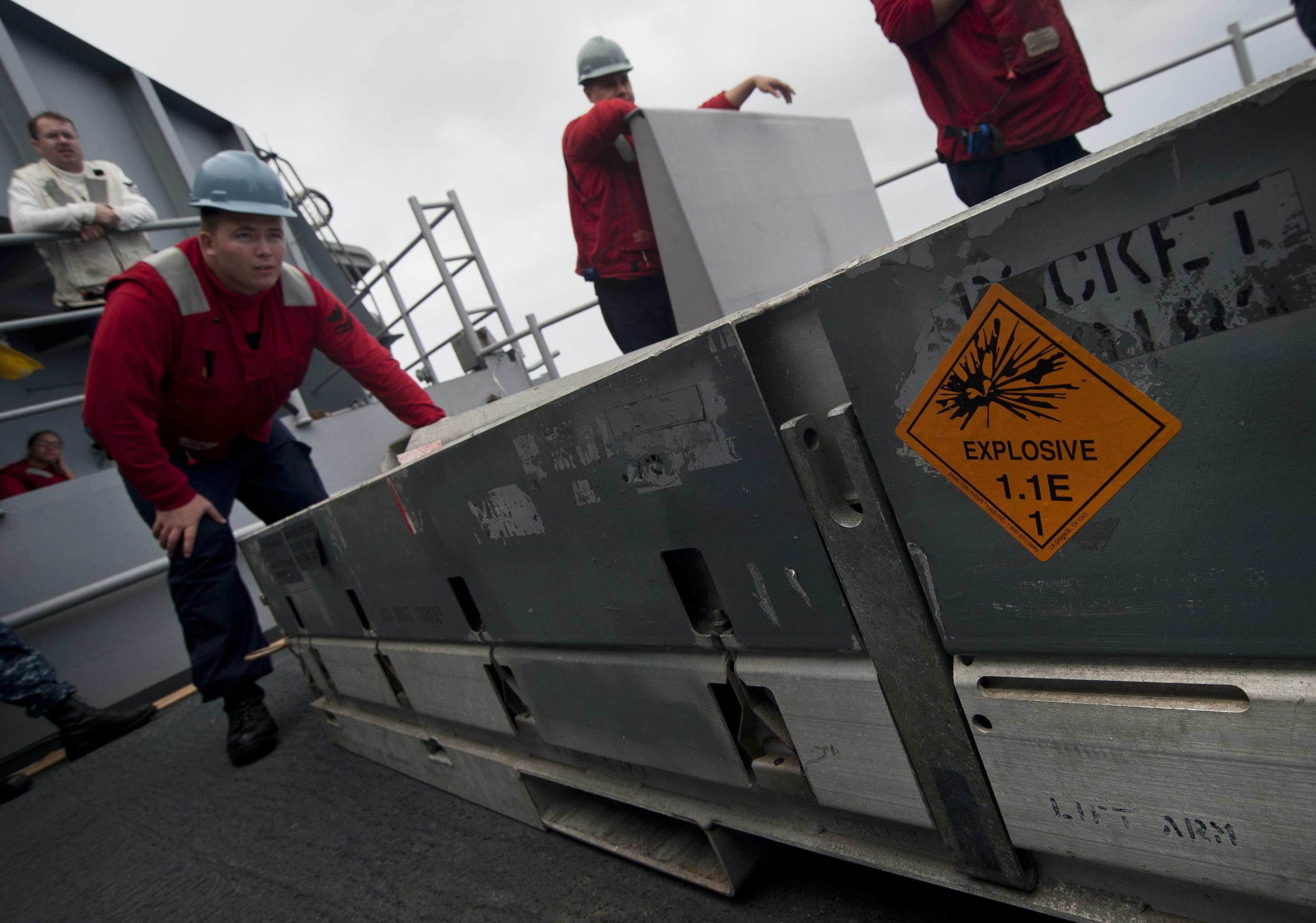
Маркировка транспортируемых ракет пиктограммой «Взрывчатые вещества» в соответствии с системой СГС.

Пиктограммы опасности СГС (англ. GHS Hazard pictograms) — знаки, употребляемые для обозначения вида опасности при работе, хранении или транспортировке химических веществ и материалов. Пиктограммы являются частью Согласованной на глобальном уровне системы классификации и маркировки химических веществ (СГС, англ. GHS), пятая редакция которой появилась в 2013 году.
В системе маркировки используется два типа пиктограмм: стандартные пиктограммы служат для пометки контейнеров, сосудов и рабочих мест во всех случаях, за исключением транспортировки опасных товаров, когда используются транспортные пиктограммы, рекомендованные ООН. В зависимости от целей, выбирается один из типов пиктограмм, при этом оба никогда не используются одновременно.
Пиктограммы являются лишь одним из элементов маркировки системы СГС. Наряду с ними применяются идентификаторы вещества, сигнальное слово «Опасно» или «Осторожно», H-фразы и P-фразы, а также идентификатор поставщика.
Данная система пиктограмм разрабатывается ООН как унифицированный способ оповещения пользователей и работников спасательных служб о категориях опасности, связанных с химической продукцией. Система внедрена и используется во многих странах.

## Стандартные пиктограммы
Стандартные пиктограммы системы СГС выполняются в форме квадрата, поставленного на угол. Символ чёрного цвета располагается на белом фоне с красной окантовкой. Ширина пиктограммы должна быть достаточной, чтобы её можно было хорошо видеть. Если продукт не предназначен для экспорта, существует возможность замены красной окантовки на чёрную.
Данные пиктограммы не должны наноситься в случае перевозки опасных грузов (на грузовые контейнеры, автотранспортные средства, железнодорожные вагоны и цистерны), так как для этого предназначены транспортные пиктограммы, предусмотренные Типовыми правилами ООН по перевозке опасных грузов.
Согласно системе СГС, каждому виду опасности соответствует определённая пиктограмма опасности.

### Физические опасности
| | | Использование          | Пояснение |
| - Неустойчивые взрывчатые вещества - Взрывчатые вещества, подклассы 1.1, 1.2, 1.3, 1.4 - Саморазлагающиеся химические вещества и смеси, типы A, B - Органические пероксиды, типы A, B | Взрывчатые вещества, смеси и предметы, в том числе — произведённые для создания практического взрывного или пиротехнического эффекта. Под взрывчатыми понимаются вещества, способные к химической реакции с выделением газов при такой температуре и давлении и с такой скоростью, что это вызывает повреждение окружающих предметов. Примеры: тринитротолуол, пикриновая кислота. |                        |           |
| - Неустойчивые взрывчатые вещества - Взрывчатые вещества, подклассы 1.1, 1.2, 1.3, 1.4 - Саморазлагающиеся химические вещества и смеси, типы A, B - Органические пероксиды, типы A, B | Взрывчатые вещества, смеси и предметы, в том числе — произведённые для создания практического взрывного или пиротехнического эффекта. Под взрывчатыми понимаются вещества, способные к химической реакции с выделением газов при такой температуре и давлении и с такой скоростью, что это вызывает повреждение окружающих предметов. Примеры: тринитротолуол, пикриновая кислота. | 01: Взрывающаяся бомба |           |

| | | Использование | Пояснение |
| - Воспламеняющиеся газы (класс 1), жидкости (классы 1, 2, 3) и твёрдые вещества (классы 1, 2) - Аэрозоли, классы 1, 2 - Саморазлагающиеся химические вещества и смеси, типы B, C, D, E, F - Пирофорные жидкости и твёрдые вещества (класс 1) - Самонагревающиеся химические вещества и смеси, классы 1, 2 - Химические вещества и смеси, выделяющие воспламеняющиеся газы при контакте с водой, классы 1, 2, 3 - Органические пероксиды, типы B, C, D, E, F | Воспламеняющимися считаются газы, имеющие некоторый диапазон воспламеняемости с воздухом при 20 °С и 101,3 кПа. Воспламеняющиеся жидкости имеют температуру воспламенения не выше 93 °С. Твёрдые вещества, которые могут легко загореться или явиться причиной горения или поддержания горения в результате трения, также являются воспламеняющимися. Примеры: пропан, бутан, диэтиловый эфир, ацетальдегид, Пентен-1. |               |           |
| - Воспламеняющиеся газы (класс 1), жидкости (классы 1, 2, 3) и твёрдые вещества (классы 1, 2) - Аэрозоли, классы 1, 2 - Саморазлагающиеся химические вещества и смеси, типы B, C, D, E, F - Пирофорные жидкости и твёрдые вещества (класс 1) - Самонагревающиеся химические вещества и смеси, классы 1, 2 - Химические вещества и смеси, выделяющие воспламеняющиеся газы при контакте с водой, классы 1, 2, 3 - Органические пероксиды, типы B, C, D, E, F | Воспламеняющимися считаются газы, имеющие некоторый диапазон воспламеняемости с воздухом при 20 °С и 101,3 кПа. Воспламеняющиеся жидкости имеют температуру воспламенения не выше 93 °С. Твёрдые вещества, которые могут легко загореться или явиться причиной горения или поддержания горения в результате трения, также являются воспламеняющимися. Примеры: пропан, бутан, диэтиловый эфир, ацетальдегид, Пентен-1. | 02: Пламя     |           |

| | | Использование             | Пояснение |
| - Окисляющие газы, класс 1 - Окисляющие жидкости, классы 1, 2, 3 - Окисляющие твёрдые вещества, классы 1, 2, 3 | Окисляющими считаются вещества, не обязательно горючие сами по себе, но поддерживающие горение других веществ, как правило, за счёт выделения кислорода. Примеры: кислород, диоксид хлора, дихромат калия. |                           |           |
| - Окисляющие газы, класс 1 - Окисляющие жидкости, классы 1, 2, 3 - Окисляющие твёрдые вещества, классы 1, 2, 3 | Окисляющими считаются вещества, не обязательно горючие сами по себе, но поддерживающие горение других веществ, как правило, за счёт выделения кислорода. Примеры: кислород, диоксид хлора, дихромат калия. | 03: Пламя над окружностью |           |

|                      | | Использование      | Пояснение |
| - Газы под давлением | К данной категории относятся сжатые, сжиженные, растворённые и охлаждённые сжиженные газы. Примеры: баллоны со сжатым газом, сжиженные углеводородные газы. |                    |           |
| - Газы под давлением | К данной категории относятся сжатые, сжиженные, растворённые и охлаждённые сжиженные газы. Примеры: баллоны со сжатым газом, сжиженные углеводородные газы. | 04: Газовый баллон |           |

| | | Использование                 | Пояснение |
| - Химическая продукция, вызывающая коррозию металлов (также используется для обозначения опасности для здоровья человека) | Вещества и смеси, которые химически реагируют с металлами, повреждая или уничтожая их. Примеры: соляная кислота, бром. |                               |           |
| - Химическая продукция, вызывающая коррозию металлов (также используется для обозначения опасности для здоровья человека) | Вещества и смеси, которые химически реагируют с металлами, повреждая или уничтожая их. Примеры: соляная кислота, бром. | 05: Коррозия (см. также ниже) |           |

| |  | Использование |
| - Взрывчатые вещества, подклассы 1.5, 1.6 - Воспламеняющиеся газы, класс 2 - Саморазлагающиеся химические вещества и смеси, тип G - Органические пероксиды, тип G |  |               |
| нет предусмотренной пиктограммы |  |               |

### Опасности для здоровья человека
| | | Использование                | Пояснение |
| - Острая токсичность (пероральное действие, при попадании на кожу, ингаляционное воздействие), классы 1, 2, 3 | Химические вещества, вызывающие смертельный исход при проглатывании, вдыхании или впитывании через кожу. Примеры: плавиковая кислота, бром, синильная кислота. |                              |           |
| - Острая токсичность (пероральное действие, при попадании на кожу, ингаляционное воздействие), классы 1, 2, 3 | Химические вещества, вызывающие смертельный исход при проглатывании, вдыхании или впитывании через кожу. Примеры: плавиковая кислота, бром, синильная кислота. | 06: Череп и скрещённые кости |           |

| | | Использование                 | Пояснение |
| - Химическая продукция, вызывающая разъедание/раздражение кожи, классы 1A, 1B, 1C - Химическая продукция, вызывающая серьёзные повреждения/раздражение глаз, класс 1 (также используется для обозначения физической опасности) | Вещества, причиняющие указанный вред здоровью. Примеры: соляная кислота, гидроксид натрия, плавиковая кислота. |                               |           |
| - Химическая продукция, вызывающая разъедание/раздражение кожи, классы 1A, 1B, 1C - Химическая продукция, вызывающая серьёзные повреждения/раздражение глаз, класс 1 (также используется для обозначения физической опасности) | Вещества, причиняющие указанный вред здоровью. Примеры: соляная кислота, гидроксид натрия, плавиковая кислота. | 05: Коррозия (см. также выше) |           |

| | | Использование            | Пояснение |
| - Острая токсичность (пероральное действие, при попадании на кожу, ингаляционное воздействие), класс 4 - Химическая продукция, вызывающая разъедание/раздражение кожи, класс 2 - Химическая продукция, вызывающая серьёзные повреждения/раздражение глаз, класс 2A - Кожная сенсибилизация, классы 1, 1A, 1B - Токсичные вещества, оказывающие поражающее воздействие на органы-мишени (при однократном воздействии), класс 3 - Раздражение дыхательных путей - Наркотическое воздействие | Вещества, причиняющие указанный вред здоровью, но менее вредные для здоровья. Примеры: углеводороды, лимонен, Гексен-1. |                          |           |
| - Острая токсичность (пероральное действие, при попадании на кожу, ингаляционное воздействие), класс 4 - Химическая продукция, вызывающая разъедание/раздражение кожи, класс 2 - Химическая продукция, вызывающая серьёзные повреждения/раздражение глаз, класс 2A - Кожная сенсибилизация, классы 1, 1A, 1B - Токсичные вещества, оказывающие поражающее воздействие на органы-мишени (при однократном воздействии), класс 3 - Раздражение дыхательных путей - Наркотическое воздействие | Вещества, причиняющие указанный вред здоровью, но менее вредные для здоровья. Примеры: углеводороды, лимонен, Гексен-1. | 07: Восклицательный знак |           |

| | | Использование              | Пояснение |
| - Респираторная сенсибилизация, класс 1 - Химическая продукция, способная вызывать мутагенность зародышевых клеток, классы 1A, 1B, 2 - Канцерогенные химические вещества, классы 1A, 1B, 2 - Химические вещества, обладающие репродуктивной токсичностью, классы 1A, 1B, 2 - Токсичные вещества, оказывающие поражающее воздействие на органы-мишени (при однократном воздействии), класс 1, 2 - Токсичные вещества, оказывающие поражающее воздействие на органы-мишени (при многократном воздействии), класс 1, 2 - Вещества, опасные при аспирации, классы 1, 2 | Вещества и смеси с различным токсическим действием на конкретные органы или хроническим вредным действием. Примеры: бензол, петролейный эфир, изоцианаты, метанол. |                            |           |
| - Респираторная сенсибилизация, класс 1 - Химическая продукция, способная вызывать мутагенность зародышевых клеток, классы 1A, 1B, 2 - Канцерогенные химические вещества, классы 1A, 1B, 2 - Химические вещества, обладающие репродуктивной токсичностью, классы 1A, 1B, 2 - Токсичные вещества, оказывающие поражающее воздействие на органы-мишени (при однократном воздействии), класс 1, 2 - Токсичные вещества, оказывающие поражающее воздействие на органы-мишени (при многократном воздействии), класс 1, 2 - Вещества, опасные при аспирации, классы 1, 2 | Вещества и смеси с различным токсическим действием на конкретные органы или хроническим вредным действием. Примеры: бензол, петролейный эфир, изоцианаты, метанол. | 08: Опасность для здоровья |           |

| |  | Использование |
| - Острая токсичность (пероральное действие, при попадании на кожу, ингаляционное воздействие), класс 5 - Химическая продукция, вызывающая разъедание/раздражение кожи, класс 3 - Химическая продукция, вызывающая серьёзные повреждения/раздражение глаз, класс 2B - Химические вещества, обладающие репродуктивной токсичностью, а именно воздействующие на лактацию или через лактацию |  |               |
| нет предусмотренной пиктограммы |  |               |

### Опасности для окружающей среды
| | | Использование        | Пояснение |
| - Опасность (острая) для водной среды, класс 1 - Опасность (долгосрочная) для водной среды, классы 1, 2 | Вещества, которые оказывают острое или долгосрочное отрицательное действие на водные организмы. Примеры: гипохлорит натрия, инсектициды, аммиак. |                      |           |
| - Опасность (острая) для водной среды, класс 1 - Опасность (долгосрочная) для водной среды, классы 1, 2 | Вещества, которые оказывают острое или долгосрочное отрицательное действие на водные организмы. Примеры: гипохлорит натрия, инсектициды, аммиак. | 09: Окружающая среда |           |

| |  | Использование |
| - Опасность (острая) для водной среды, классы 2, 3 - Опасность (долгосрочная) для водной среды, классы 3, 4 |  |               |
| нет предусмотренной пиктограммы                                                                             |  |               |

## Транспортные пиктограммы
Транспортные пиктограммы имеют форму квадрата, повёрнутого под углом 45°, с минимальными размерами 100 мм × 100 мм. На расстоянии 5 мм от края располагается линия, параллельная кромке знака. В верхнем углу пиктограммы должен располагаться символ, обозначающий опасность (кроме пиктограмм для подкласса 1.4, 1.5, 1.6), а в нижнем углу — номер класса или подкласса. На пиктограмме могут быть приведены слова, обозначающие опасность, например, «легковоспламеняющееся вещество». Символы, цифры и текст должны быть чёрного цвета, за исключением пиктограмм для класса 8 (где они должны быть белого цвета), пиктограмм с зелёным, красным или синим фоном (где они могут быть белого цвета), пиктограмм для подкласса 5.2 (где символ может быть белого цвета) и пиктограмм для подкласса 2.1 (в случае которого они могут размещаться непосредственно на баллонах). Пиктограммы должны быть расположены на контрастном фоне или обведены контуром.
Система СГС использует данные знаки для обозначения опасностей при транспортировке.

### Класс 1: Взрывчатые вещества
|                                                              | | Использование     | Пояснение |
| Взрывчатые вещества - Взрывчатые вещества, подклассы 1.1—1.3 | Вещества и изделия, которые характеризуются опасностью взрыва массой, опасностью разбрасывания либо опасностью загорания. Примеры: пикрат аммония, патроны для оружия, дымный порох. |                   |           |
| Взрывчатые вещества - Взрывчатые вещества, подклассы 1.1—1.3 | Вещества и изделия, которые характеризуются опасностью взрыва массой, опасностью разбрасывания либо опасностью загорания. Примеры: пикрат аммония, патроны для оружия, дымный порох. | Подклассы 1.1—1.3 |           |

|                                                         | | Использование | Пояснение |
| Взрывчатые вещества - Взрывчатые вещества, подкласс 1.4 | Взрывчатые вещества и изделия, не представляющие значительной опасности. Примеры: трассёры, фейерверки, сигналы бедствия. |               |           |
| Взрывчатые вещества - Взрывчатые вещества, подкласс 1.4 | Взрывчатые вещества и изделия, не представляющие значительной опасности. Примеры: трассёры, фейерверки, сигналы бедствия. | Подкласс 1.4  |           |

|                                                         | | Использование | Пояснение |
| Взрывчатые вещества - Взрывчатые вещества, подкласс 1.5 | Взрывчатые вещества очень низкой чувствительности, которые характеризуются опасностью взрыва массой. |               |           |
| Взрывчатые вещества - Взрывчатые вещества, подкласс 1.5 | Взрывчатые вещества очень низкой чувствительности, которые характеризуются опасностью взрыва массой. | Подкласс 1.5  |           |

|                                                         |                                                                                                   | Использование | Пояснение |
| Взрывчатые вещества - Взрывчатые вещества, подкласс 1.6 | Изделия чрезвычайно низкой чувствительности, которые не характеризуются опасностью взрыва массой. |               |           |
| Взрывчатые вещества - Взрывчатые вещества, подкласс 1.6 | Изделия чрезвычайно низкой чувствительности, которые не характеризуются опасностью взрыва массой. | Подкласс 1.6  |           |

### Класс 2: Газы
|                                                                                    | | Использование | Пояснение |
| Легковоспламеняющиеся газы - Воспламеняющиеся газы, класс 1 - Аэрозоли, классы 1,2 | Газы, воспламеняющиеся в смеси с воздухом, при концентрации не более 13 % по объёму, а также газы, для которых разница между минимальной и максимальной концентрациями, при которых происходит воспламенение, составляет не менее 12 процентных пунктов (независимо от минимальной концентрации). Примеры: ацетилен, водород, винилхлорид, зажигалки. |               |           |
| Легковоспламеняющиеся газы - Воспламеняющиеся газы, класс 1 - Аэрозоли, классы 1,2 | Газы, воспламеняющиеся в смеси с воздухом, при концентрации не более 13 % по объёму, а также газы, для которых разница между минимальной и максимальной концентрациями, при которых происходит воспламенение, составляет не менее 12 процентных пунктов (независимо от минимальной концентрации). Примеры: ацетилен, водород, винилхлорид, зажигалки. | Подкласс 2.1  |           |

|                                                                               | | Использование | Пояснение |
| Невоспламеняющиеся, нетоксичные газы - Аэрозоли, класс 3 - Газы под давлением | К данному подклассу относятся удушающие газы (газы, которые замещают или разбавляют находящийся в атмосфере кислород), окисляющие газы (газы, способные вызывать воспламенение или поддерживать горение в большей степени, чем воздух), а также газы, не включённые в другие подклассы. Примеры: диоксид углерода, аргон, гелий, огнетушители со сжатым или сжиженным газом. |               |           |
| Невоспламеняющиеся, нетоксичные газы - Аэрозоли, класс 3 - Газы под давлением | К данному подклассу относятся удушающие газы (газы, которые замещают или разбавляют находящийся в атмосфере кислород), окисляющие газы (газы, способные вызывать воспламенение или поддерживать горение в большей степени, чем воздух), а также газы, не включённые в другие подклассы. Примеры: диоксид углерода, аргон, гелий, огнетушители со сжатым или сжиженным газом. | Подкласс 2.2  |           |

|                | | Использование | Пояснение |
| Токсичные газы | Газы, настолько токсичные и едкие, что представляют опасность для здоровья людей (или являются предположительно токсичными или едкими для людей). Примеры: аммиак, монооксид углерода, фосген. |               |           |
| Токсичные газы | Газы, настолько токсичные и едкие, что представляют опасность для здоровья людей (или являются предположительно токсичными или едкими для людей). Примеры: аммиак, монооксид углерода, фосген. | Подкласс 2.3  |           |

### Классы 3 и 4: Воспламеняющиеся жидкости и твёрдые вещества
|                                                                            | | Использование | Пояснение |
| Легковоспламеняющиеся жидкости - Воспламеняющиеся жидкости, классы 1, 2, 3 | Легковоспламеняющимися считаются жидкости, которые выделяют воспламеняющиеся пары при температурах не выше 60 °С при испытании в закрытом сосуде или не выше 65,6 °С при испытании в открытом сосуде (эти температуры называются температурами вспышки). Примеры: ацетон, диэтиловый эфир, этанол, сырая нефть. |               |           |
| Легковоспламеняющиеся жидкости - Воспламеняющиеся жидкости, классы 1, 2, 3 | Легковоспламеняющимися считаются жидкости, которые выделяют воспламеняющиеся пары при температурах не выше 60 °С при испытании в закрытом сосуде или не выше 65,6 °С при испытании в открытом сосуде (эти температуры называются температурами вспышки). Примеры: ацетон, диэтиловый эфир, этанол, сырая нефть. | Класс 3       |           |

| | | Использование | Пояснение |
| Легковоспламеняющиеся твёрдые вещества - Воспламеняющиеся твёрдые вещества, классы 1, 2 - Саморазлагающиеся химические вещества и смеси, типы B, C, D, E, F | Твёрдые вещества, которые в процессе перевозки способны легко возгораться либо могут вызвать возгорание либо усилить горение в результате трения; самореактивные вещества, подвергающиеся интенсивной экзотермической реакции. Примеры: фосфор, сера, пикрат серебра, солома. |               |           |
| Легковоспламеняющиеся твёрдые вещества - Воспламеняющиеся твёрдые вещества, классы 1, 2 - Саморазлагающиеся химические вещества и смеси, типы B, C, D, E, F | Твёрдые вещества, которые в процессе перевозки способны легко возгораться либо могут вызвать возгорание либо усилить горение в результате трения; самореактивные вещества, подвергающиеся интенсивной экзотермической реакции. Примеры: фосфор, сера, пикрат серебра, солома. | Подкласс 4.1  |           |

| | | Использование | Пояснение |
| Вещества, способные к самовозгоранию - Пирофорные жидкости - Пирофорные твёрдые вещества - Самонагревающиеся химические вещества и смеси, классы 1, 2 | Самопроизвольно нагревающиеся при обычных условиях вещества, или вещества, способные нагреваться при контакте с воздухом, а затем самовоспламеняться. Примеры: уголь, влажный хлопок, сульфид натрия. |               |           |
| Вещества, способные к самовозгоранию - Пирофорные жидкости - Пирофорные твёрдые вещества - Самонагревающиеся химические вещества и смеси, классы 1, 2 | Самопроизвольно нагревающиеся при обычных условиях вещества, или вещества, способные нагреваться при контакте с воздухом, а затем самовоспламеняться. Примеры: уголь, влажный хлопок, сульфид натрия. | Подкласс 4.2  |           |

|                                                                             | | Использование | Пояснение |
| Вещества, выделяющие легковоспламеняющиеся газы при соприкосновении с водой | Вещества, выделяющие легковоспламеняющиеся газы в указанных условиях в опасных количествах. Примеры: натрий, алюмогидрид лития, гидрид кальция. |               |           |
| Вещества, выделяющие легковоспламеняющиеся газы при соприкосновении с водой | Вещества, выделяющие легковоспламеняющиеся газы в указанных условиях в опасных количествах. Примеры: натрий, алюмогидрид лития, гидрид кальция. | Подкласс 4.3  |           |

### Класс 5
|                                                                                           | | Использование | Пояснение |
| Окисляющие вещества - Окисляющие газы - Окисляющие жидкости - Окисляющие твёрдые вещества | Окисляющими считаются вещества, не обязательно горючие сами по себе, но поддерживающие горение других веществ, как правило, за счёт выделения кислорода. Примеры: персульфат аммония, нитрат калия, перманганат калия. |               |           |
| Окисляющие вещества - Окисляющие газы - Окисляющие жидкости - Окисляющие твёрдые вещества | Окисляющими считаются вещества, не обязательно горючие сами по себе, но поддерживающие горение других веществ, как правило, за счёт выделения кислорода. Примеры: персульфат аммония, нитрат калия, перманганат калия. | Подкласс 5.1  |           |

|                                                                       | | Использование | Пояснение |
| Органические пероксиды - Органические пероксиды, классы B, C, D, E, F | Органические вещества, содержащие группу -O-O-, которые могут считаться производными пероксида водорода, в котором один или два атома водорода замещены органическими радикалами. Органические радикалы могут разлагаться со взрывом, быстро гореть, быть чувствительными к удару или трению, опасно реагировать с другими веществами или вызывать повреждение глаз. Примеры: пероксид ацетилацетона, трет-бутилгидропероксид, бензоилпероксид. |               |           |
| Органические пероксиды - Органические пероксиды, классы B, C, D, E, F | Органические вещества, содержащие группу -O-O-, которые могут считаться производными пероксида водорода, в котором один или два атома водорода замещены органическими радикалами. Органические радикалы могут разлагаться со взрывом, быстро гореть, быть чувствительными к удару или трению, опасно реагировать с другими веществами или вызывать повреждение глаз. Примеры: пероксид ацетилацетона, трет-бутилгидропероксид, бензоилпероксид. | Подкласс 5.2  |           |

### Класс 6
| | | Использование | Пояснение |
| Токсичные вещества - Острая токсичность (пероральное действие, при попадании на кожу, ингаляционное воздействие), классы 1, 2, 3 | Вещества, способные вызвать смерть или серьёзную травму или причинить вред человеку при проглатывании, вдыхании или контакте с кожей. Примеры: анилин, соединения мышьяка, цианид калия, фенол. |               |           |
| Токсичные вещества - Острая токсичность (пероральное действие, при попадании на кожу, ингаляционное воздействие), классы 1, 2, 3 | Вещества, способные вызвать смерть или серьёзную травму или причинить вред человеку при проглатывании, вдыхании или контакте с кожей. Примеры: анилин, соединения мышьяка, цианид калия, фенол. | Подкласс 6.1  |           |

|                                              | | Использование | Пояснение |
| Инфекционные вещества Не используется в СГС. | Вещества, в отношении которых известно или имеются основания полагать, что они содержат патогенные организмы, то есть микроорганизмы, вирусы или другие инфекционные агенты (прионы), которые могут вызвать заболевания людей или животных. Примеры: ВИЧ, вирус полиомиелита, Mycobacterium tuberculosis. |               |           |
| Инфекционные вещества Не используется в СГС. | Вещества, в отношении которых известно или имеются основания полагать, что они содержат патогенные организмы, то есть микроорганизмы, вирусы или другие инфекционные агенты (прионы), которые могут вызвать заболевания людей или животных. Примеры: ВИЧ, вирус полиомиелита, Mycobacterium tuberculosis. | Подкласс 6.2  |           |

### Класс 7: Радиоактивные материалы
|                                                                     | | Использование | Пояснение |
| Радиоактивные материалы. Категория I — Белая Не используется в СГС. | Упаковка I — Белая применяется, если максимальный уровень излучения материала в любой точке его поверхности составляет не более 0,005 мЗв/ч. |               |           |
| Радиоактивные материалы. Категория I — Белая Не используется в СГС. | Упаковка I — Белая применяется, если максимальный уровень излучения материала в любой точке его поверхности составляет не более 0,005 мЗв/ч. | Подкласс 7А   |           |

|                                                                       | | Использование | Пояснение |
| Радиоактивные материалы. Категория II — Жёлтая Не используется в СГС. | Упаковка II — Жёлтая применяется, если максимальный уровень излучения материала в любой точке его поверхности составляет от 0,005 мЗв/ч до 0,5 мЗв/ч. |               |           |
| Радиоактивные материалы. Категория II — Жёлтая Не используется в СГС. | Упаковка II — Жёлтая применяется, если максимальный уровень излучения материала в любой точке его поверхности составляет от 0,005 мЗв/ч до 0,5 мЗв/ч. | Подкласс 7B   |           |

|                                                                        | | Использование | Пояснение |
| Радиоактивные материалы. Категория III — Жёлтая Не используется в СГС. | Упаковка III — Жёлтая применяется, если максимальный уровень излучения материала в любой точке его поверхности составляет от 0,5 мЗв/ч до 10 мЗв/ч. |               |           |
| Радиоактивные материалы. Категория III — Жёлтая Не используется в СГС. | Упаковка III — Жёлтая применяется, если максимальный уровень излучения материала в любой точке его поверхности составляет от 0,5 мЗв/ч до 10 мЗв/ч. | Подкласс 7C   |           |

|                                                    |                                                                        | Использование | Пояснение |
| Делящийся материал класса 7 Не используется в СГС. | Материалы, состоящие из делящихся нуклидов (233U, 235U, 239Pu, 241Pu). |               |           |
| Делящийся материал класса 7 Не используется в СГС. | Материалы, состоящие из делящихся нуклидов (233U, 235U, 239Pu, 241Pu). | Подкласс 7E   |           |

### Классы 8 и 9
| | | Использование | Пояснение |
| Коррозионные вещества - Химическая продукция, вызывающая коррозию металлов - Химическая продукция, вызывающая разъедание/раздражение кожи, классы 1A, 1B, 1C | Вещества, которые своим химическим воздействием вызывают серьёзные травмы при контакте с живой тканью или, в случае утечки и просыпания причиняют ущерб другим грузам или перевозочным средствам или вызывают их разрушение. Примеры: соляная кислота, серная кислота, пентаоксид фосфора, гидроксид калия. |               |           |
| Коррозионные вещества - Химическая продукция, вызывающая коррозию металлов - Химическая продукция, вызывающая разъедание/раздражение кожи, классы 1A, 1B, 1C | Вещества, которые своим химическим воздействием вызывают серьёзные травмы при контакте с живой тканью или, в случае утечки и просыпания причиняют ущерб другим грузам или перевозочным средствам или вызывают их разрушение. Примеры: соляная кислота, серная кислота, пентаоксид фосфора, гидроксид калия. | Класс 8       |           |

|                                                                                   | | Использование | Пояснение |
| Прочие опасные вещества и изделия, включая вещества, опасные для окружающей среды | Вещества, которые при перевозке представляют опасность, не описанную другими классами. Примеры: сухой лёд, литий-ионные батареи, конденсаторы с двойным электрическим слоем. |               |           |
| Прочие опасные вещества и изделия, включая вещества, опасные для окружающей среды | Вещества, которые при перевозке представляют опасность, не описанную другими классами. Примеры: сухой лёд, литий-ионные батареи, конденсаторы с двойным электрическим слоем. | Класс 9       |           |

## Предупредительные пиктограммы
Кроме собственных пиктограмм в случаях, разрешённых компетентным органом, система СГС разрешает использование предупредительных пиктограмм, предписанных ранее Европейским союзом (в Директиве 92/58/EEC Совета от 24 июня 1992 года) либо Бюро по стандартам Южной Африки (SABS 0265:1999).

## Комментарии
1. ↑  
Не используется: а) с пиктограммой «череп и скрещённые кости»; б) для обозначения опасности, связанной с раздражением кожи и глаз, если присутствует пиктограмма «коррозия» или для обозначения респираторной сенсибилизации используется пиктограмма «опасность для здоровья».
2. ↑  Звёздочки заменяются номером подкласса и группой совместимости.
3. ↑  Под взрывом массой понимается такой взрыв, который практически мгновенно распространяется на весь груз взрывчатых веществ.
4. 1 2 3  Звёздочка заменяется группой совместимости.
5. ↑  В случае воспламенения или инициирования результаты проявляются в основном внутри упаковки; выброса осколков значительного размера или выброса на значительное расстояние не происходит. Внешний пожар не должен служить причиной взрыва почти всего содержимого упаковки.
6. ↑  Существует очень малая вероятность детонации при обычных условиях перевозки.
7. 1 2 3 4  Символ, номер и граница могут быть изображены белым цветом вместо чёрного.
8. ↑  Символ и верхняя граница могут быть изображены белым цветом вместо чёрного.
9. ↑  Под определение делящегося материала не подпадают необлучённый или природный уран, а также природный или объединённый уран, облучённый только в реакторах на тепловых нейтронах.